# Хайнрих I (Брауншвайг-Люнебург)
Вижте пояснителната страница за други личности с името Хайнрих I.
Хайнрих I Средния (на немски: Heinrich I, Heinrich der Mittlere; * 1468; † 19 февруари 1532, Винхаузен) от род Велфи (Среден Дом Люнебург), е херцог на Брауншвайг и Люнебург, от 1486 до 1520 г. княз на Люнебург.

## Живот
Син е на херцог Ото V Победител (1418 – 1471) и на Анна фон Насау-Диленбург (1441 – 1513), дъщеря на граф Йохан IV от Насау-Диленбург.
През 1486 г. Хайнрих поема управлението от майка си, която е регентка след смъртта на дядо му Фридрих II Благочестиви. На 27 февруари 1487 в Целе се жени за Маргарета Саксонска (1469 – 1528), дъщеря на курфюрст Ернст от Саксония от род Ветини.
По времето на кралските избори на император Карл V Хайнрих е на страната на френския претендент за короната, което му води омразата на Карл V.
През 1520 г. Хайнрих предава управлението на двамата си по-големи сина и отива в изгнание във Франция в двора на краля. Връща се обратно едва през 1527 г. по време на въвеждането на Реформацията. Понеже не успява да получи отново управлението, той се връща обратно във Франция.
След смъртта на съпругата му Маргарета Саксонска на 7 декември 1528 г. той се жени в Люнебург за неподходящата красива Анна фон Кампе, която от 1520 г. е негова любовница.
През 1530 г. след завършването на присъдата му той се завръща обратно и живее първо в Люнебург, който му дава сина му Ернст I за живеене, след това във Винсен на Луе и Винхаузен, където умира през 1532 г. по време на лов. Хайнрих е погребан в манастирската църква на Винхаузен.

## Деца
От Маргарета Саксонска има 7 деца:
- Анна (* 1492; † млада)
- Елизабет (1494 – 1572)

∞ 1518 Карл фон Егмонт, херцог на Гелдерн (1467 – 1538)
- Ото I (1495 – 1549), херцог на Брауншвайг-Харбург

∞ 1525 Мета фон Кампе († 1580)
- Ернст I (1497 – 1546), херцог на Брауншвайг-Люнебург

∞ 1528 принцеса София фон Мекленбург-Шверин (1508 – 1541)
- Аполония (1499 – 1571), монахиня
- Анна (1502 – 1568)

∞ 1525 херцог Барним IX от Померания (1501 – 1573)
- Франц (1508 – 1549), херцог на Брауншвайг-Гифхорн

∞ 1547 принцеса Клара фон Саксония-Лауенбург (1518 – 1576)
От Анна фон Кампе има двама сина:
- Франц Хайнрих, умира млад във Франция
- Хайнрих, умира млад в затвор в Целе